# Dolmen de Marcillac
Le Dolmen de Marcilhac est un dolmen situé sur la commune de Lamothe-Fénelon dans le département du Lot. Il est aussi connu localement sous le nom de Tombeau Gaulois.

## Architecture
L'édifice est inséré dans un petit tumulus de 9 mètres de diamètre. Il n'y aucune trace d'une éventuelle table de couverture. La chambre sépulcrale est orientée selon l'azimut 108°. Elle mesure 1 mètre de large, l'ensemble étant délimité par un curieux assemblage peu répandu parmi les dolmens simples lotois. En effet, si le côté gauche est constitué classiquement d'une unique orthostate, légèrement inclinée vers l'intérieur, le côté droit est lui constitué d'une petite dalle parfaitement verticale prolongée par une murette d'environ 0,95 m de long. Entre la dalle droite et la murette s'intercale un gros bloc de grès ferrugineux planté verticalement. Enfin, la dalle de chevet est particulièrement disproportionnée pour l'ensemble, très longue pour cet usage, elle dépasse à l'extérieur de la chambre, l'ensemble dessinant une structure en forme de "P".
| Dalle                                                   | Longueur | Épaisseur | Largeur |
| ------------------------------------------------------- | -------- | --------- | ------- |
| Orthostate droit                                        | 0,85 m   | 0,15 m    | 0,65 m  |
| Orthostate gauche                                       | 2,40 m   | 0,15 m    | 0,95 m  |
| Chevet                                                  | 2,10 m   | 0,15 m    | 0,90 m  |
| Données : Inventaire des mégalithes de la France, 5-Lot |          |           |         |

L'entrée de la chambre est fermée par une petite dalle (0,50 m de long) plantée verticalement et entourée de pierres posées à plat formant une murette. Le sol de la chambre ne comportait aucun dallage.

## Vestiges osseux et mobilier funéraire
L'édifice avait été fouillé en 1908 et le mobilier funéraire retrouvé remis à Armand Viré mais on en a perdu trace depuis. M. Viers puis Jean Clottes en ont entrepris deux nouvelles fouilles en 1965. Elles ont permis de mettre au jour un total de 822 dents humaines, ce qui permet d'estimer que le dolmen a recueilli entre 30 et 40 inhumations successives.
Le mobilier funéraire retrouvé se compose de perles en divers matériaux (quartz, jayet, stéatite, calcaire) et de formes variées (annulaire, biconique, en tonnelet), d'une canine de renard perforée, de deux pointes de flèches à aileron et pédoncule, de deux lames et cinq éclats en silex, d'une douzaine de fossiles (Trigonia et Hamites rotundus) et de tessons de poteries peu caractéristiques. 
L'ensemble permet de dater ce dolmen au plus tôt du Chalcolithique.